# La Chimba (Coquimbo)
La Chimba es un pueblo perteneciente a la comuna de Ovalle, en la provincia de Limarí, en la región de Coquimbo, Chile. Se ubica a 4,7 km de Ovalle, la ciudad más cercana y cuenta con una población de 3994 habitantes según el Instituto Nacional de Estadísticas en el censo de 2017. El pueblo se encuentra en los alrededores de río Limarí y está conectado por la Ruta 45.